# 塔巴尔
塔巴尔（法語：Tabarre，發音：[tabaʁ]）是海地西部省太子港區的一個城鎮。海拔48公尺。
塔巴尔位於太子港區的東北部，與戴尔马相鄰。塔巴尔面積24.47平方公里。2015年估計，塔巴尔總人口數為130283人。